# Crassula lasiantha
Crassula lasiantha är en fetbladsväxtart som beskrevs av Ernst Meyer och William Henry Harvey. Crassula lasiantha ingår i släktet krassulor, och familjen fetbladsväxter. Inga underarter finns listade i Catalogue of Life.